# مکنهایم (راینلند)
شهر مکنهایم (به آلمانی: Meckenheim) در ایالت نوردراین-وستفالن در کشور آلمان واقع شده‌است.